# Deblando
Deblando (dt.: entsperrt) ist eine Siedlung im Parish Saint Andrew im Osten von Grenada.

## Geographie
Die Siedlung liegt zwischen Union Village, Chutz und La Digue auf der Anhöhe auf ca. 190 m Höhe über der Ostküste.

## Klima
Das Klima ist tropisch heiß. 